# Leopardus guttulus
Il gatto tigre del sud (Leopardus guttulus Hensel, 1872) è un felino selvatico originario di Brasile, Argentina e Paraguay.

## Tassonomia
I gatti tigre (Leopardus tigrinus e L. guttulus) appartengono alla linea evolutiva Leopardus, una tra le più recenti dell'intera famiglia dei Felidi. Essi costituiscono un vero e proprio rompicapo per i genetisti. Data la loro diversità genetica, sono stati recentemente suddivisi in due specie distinte. Tuttavia, è probabile che anche la sottospecie centroamericana, attualmente denominata L. t. oncilla, costituisca una specie a parte. Sia la popolazione della Costa Rica sia quella presente nelle regioni centrali e meridionali del Brasile (nota oggi come L. guttulus) sono rimaste isolate dalle altre per circa 3,7 milioni di anni. Queste due popolazioni mostrano un elevato livello di divergenza, paragonabile a quello che intercorre tra le varie specie del genere Leopardus ed entrambe presentano una bassa diversità genetica. Ad aggiungere ulteriore peculiarità alle specie di gatto tigre hanno contribuito le varie ibridazioni storiche tra gatto delle Pampas (L. colocolo) e L. tigrinus e l'attuale ibridazione bidirezionale tra L. guttulus e gatto di Geoffroy (L. geoffroyi). Tuttavia, non esistono prove indicanti un qualsiasi scambio genetico tra L. tigrinus e L. guttulus. In altre parole, i gatti tigre si incrociano con altre specie ma non tra loro. Il gatto tigre del sud è riconosciuto come specie monotipica.

## Descrizione
I gatti tigre sono piccoli felini dalla costituzione snella, soprattutto se paragonata a quella dei grossi gatti domestici europei o americani. Tuttavia, anche se alcuni esemplari sono piuttosto piccoli, del peso di appena 1800 g, altri possono raggiungere i 3500 g. Entrambe le specie presentano le stesse dimensioni: lunghezza testa-corpo di 38-59 cm e coda di 20-42 cm. I maschi sono leggermente, ma significativamente, più grandi delle femmine. A un primo sguardo, le due specie sembrano identiche (si parla pertanto di specie criptica). Tuttavia, mostrano lievi differenze nella colorazione di fondo, nell'aspetto delle macchie e nella morfologia, non facili da distinguere. In genere, il gatto tigre del nord (L. tigrinus) ha un colore di base giallo chiaro, leggermente virante all'ocra, con piccole macchie che tendono a formare rosette aperte. Il gatto tigre del sud, invece, mostra una tinta di fondo più ocracea o bruno-giallastra, con rosette aperte leggermente più grandi e arrotondate di quelle del cugino. Il melanismo è comune in entrambe le specie. Inoltre, il gatto tigre del nord presenta spesso una struttura più leggera, con corpo, zampe e coda allungati. Il gatto tigre del sud, dall'altro lato, tende a essere un po' più robusto, con coda più spessa e orecchie rotonde più piccole. Nonostante questo, esemplari di entrambe le specie possono differire molto dalla norma e in tal caso possono apparire davvero criptici. Le regioni inferiori, di colore chiaro, sono ricoperte di macchie scure. Le grandi orecchie di entrambe le specie presentano il retro nero con una macchia centrale bianca. La coda del gatto tigre del sud presenta da sette a tredici sottili anelli irregolari e l'estremità nera. Gli anelli della coda del gatto tigre del nord sono invece meno appariscenti e sottili. In entrambe le specie la coda misura circa il 60% della lunghezza testa-corpo.
Entrambi i gatti tigre sembrano molto simili al margay (L. wiedii), ed è pertanto difficile distinguerli. Tuttavia, la pelliccia del gatto tigre non è così folta, e il mantello tende ad essere meno scuro e chiazzato, con abbondanti punti solidi e rosette aperte che tendono ad essere più piccole e meno numerose. Inoltre, il suo corpo è più snello, le zampe sono proporzionate alle sue dimensioni e la coda è più corta di quella del margay. In tutti i gatti tigre i peli sulla nuca sono inclinati all'indietro, diversamente da quanto si riscontra nell'ocelotto e nel margay, ma non nel gatto di Geoffroy. Il gatto tigre del sud somiglia molto al gatto di Geoffroy, con il quale può incrociarsi, ma se ne differenzia per le dimensioni più piccole e la testa meno voluminosa; esso è privo inoltre delle macchie scure appaiate che di solito non formano rosette, caratteristiche di quest'ultimo.

## Distribuzione e habitat
L'areale del gatto tigre del sud comprende il Brasile centrale e meridionale, il Paraguay orientale e l'Argentina nord-orientale. La specie è assente dal Chaco paraguayano. La popolazione presente in Bolivia va probabilmente assegnata a L. tigrinus. I confini settentrionali dell'areale sono ancora incerti. Raggiungono il Brasile centrale negli Stati di Minas Gerais e Goiás e la foresta atlantica della parte centro-meridionale del Bahia nel Nord-est del Paese. Se l'areale si sovrappone a quello di L. tigrinus e fino a che punto non è ancora noto.
Il gatto tigre del sud si può incontrare in una vasta gamma di habitat: da foreste di ogni tipo, da quelle pluviali tropicali e subtropicali a quelle decidue e semidecidue, passando per quelle miste di pini, alle savane aperte e alle aree di vegetazione dunale, sia in zone incontaminate che disturbate.
La densità di popolazione di gatto tigre del sud varia molto da regione a regione, ma tende a essere bassa nella maggior parte dell'areale, più di quanto si potrebbe aspettare da un felino così piccolo. Date le sue dimensioni, infatti, ci aspetteremmo una densità di 91 esemplari ogni 100 km². Al contrario, il gatto tigre del sud mostra generalmente una densità di 1-5 esemplari ogni 100 km². Esso è particolarmente raro nelle aree protette, molto probabilmente a causa della maggiore presenza di ocelotti. Solamente in poche aree, dove gli ocelotti sono assenti o rari, raggiunge densità di 15-25 esemplari ogni 100 km².

## Biologia
Il gatto tigre del sud è un felino solitario. È attivo prevalentemente di notte, ma può anche manifestare un considerevole livello di attività diurna. Si ritiene che questa attività diurna, che può avere luogo in qualsiasi periodo della giornata, sia una strategia messa in atto per evitare le aggressioni da parte dell'ocelotto, il suo cugino più grande con il quale condivide gran parte dell'areale. Nelle aree in cui gli ocelotti sono presenti, entrambe le specie di gatti tigre, così come il margay e lo yaguarondi, tendono a essere più rare a causa di potenziali scontri dovuti sia ad aggressioni vere e proprie sia alla competizione per le prede. Questo impatto negativo dell'ocelotto sulle specie di felini più piccole viene chiamato «effetto ocelotto». Pertanto, il numero di gatti tigre è particolarmente basso nelle aree dove sono presenti gli ocelotti; d'altro canto, non sembra influire sulla popolazione la presenza di esemplari di margay e yaguarondi, pur essendo competitori più potenziali del ben più grande ocelotto.
I gatti tigre sono eccellenti arrampicatori, ma trascorrono la maggior parte del loro tempo a terra, dal momento che la maggior parte delle loro prede è terricola. Le prede più piccole vengono uccise con un morso alla nuca, ma quelle più grandi tendono a essere attaccate prima sul dorso. Iniziano a mangiare a partire dalla testa o dal collo. Quando vengono minacciati, i gatti tigre mostrano un comportamento aggressivo tenendo la schiena arcuata e i peli sollevati; inoltre, mostrano i denti e producono una sorta di «soffio». Sembra che entrambe le specie di gatto tigre presentino abitudini molto simili, il che rende ancora più difficile distinguerle ecologicamente.
I territori dei gatti tigre sono 2,5 volte più grandi di quanto ci si potrebbe aspettare da un felino di tali dimensioni. Questa potrebbe essere un'altra conseguenza per evitare potenziali predatori più grandi. Sono stati condotti pochissimi studi sugli home range: quei pochi territori di gatti tigre del sud di cui conosciamo l'estensione misuravano tra 2 e 25 km². I territori delle femmine sono meno estesi di quelli dei maschi.

### Alimentazione
Il gatto tigre del sud si nutre soprattutto di piccoli vertebrati (del peso inferiore a 100 g) come topi, toporagni, uccelli e lucertole. Tuttavia, occasionalmente può catturare anche prede più grandi (del peso di 700-1500 g o anche più) come piccoli primati, aguti e dendrocigne. Il peso medio delle prede tende a essere di 145 g. È stato suggerito che prede di dimensioni molto ridotte (specialmente intorno ai 50 g) abbiano un maggiore contributo numerico, mentre quelle di taglia media (maggiore di 700 g) contribuiscono maggiormente in termini di biomassa. Tra gli escrementi di gatto tigre vengono talvolta rinvenuti anche insetti e materia vegetale; tuttavia, queste sostanze non contribuiscono all'apporto di energia.

### Riproduzione
Abbiamo a disposizione solo poche informazioni riguardanti la riproduzione. Essa può avvenire in ogni periodo dell'anno, ma potrebbero esserci picchi differenti a seconda delle aree. La gestazione si protrae per 75-78 giorni, trascorsi i quali nascono 1-4 piccoli, con una media di 1,12. Essi aprono gli occhi verso gli 8-17 giorni. Lo svezzamento ha luogo a due o tre mesi e i giovani presentano dimensioni simili a quelle degli adulti a 11 mesi di età. Tuttavia, la maturità sessuale viene raggiunta solo verso i 2-2,5 anni, età piuttosto tarda per un felino di questa taglia. Una femmina di sette anni può potenzialmente dare alla luce, nell'arco della sua esistenza, fino a cinque piccoli. Si tratta di un tasso riproduttivo molto basso, date le sue dimensioni, specialmente se comparato a quello di altri felini di altri continenti.

## Conservazione
La principale minaccia per il gatto tigre del sud è la perdita e la frammentazione dell'habitat dovuta alla deforestazione. Questo felino vive nei biomi più minacciati del Brasile, la foresta atlantica e il cerrado. La prima è estremamente frammentata e ha perso più del 92% della sua copertura originaria, mentre il secondo ha perso più del 55% della sua superficie originaria, che continua a ridursi sempre più a vantaggio dei terreni agricoli. Il gatto tigre mostra densità molto basse nelle aree protette nelle quali è presente, e le sue popolazioni sono seriamente frammentate, caratteristica che lo rende perfino più vulnerabile alla conversione degli habitat. Le uccisioni da parte dei contadini per i presunti attacchi al pollame e alle collisioni con i veicoli costituiscono ulteriori minacce, come pure la competizione con i cani domestici e le malattie da essi trasmesse. Forse anche l'ibridazione con il gatto di Geoffroy e i cambiamenti nella dinamica delle specie native possono minacciare la sopravvivenza del gatto tigre del sud.
Nonostante il commercio internazionale delle pellicce sia fortemente diminuito, la caccia e le catture illegali (seppur limitate) continuano tuttora, per lo più per alimentare il mercato locale o il commercio di animali da compagnia. Tra il 1976 e il 1985 venne messo in commercio lo sbalorditivo numero di 352 508 pelli di gatto tigre (di esemplari appartenenti a entrambe le specie), un numero pari a circa il 28% delle pelli provenienti da tutti i felini neotropicali di quel periodo, secondo solamente a quello delle pelli di gatto di Geoffroy.
Un'ulteriore minaccia per la sopravvivenza della specie è la mancanza di informazioni che abbiamo su di essa. Le pochissime informazioni disponibili sulla sua ecologia e il suo stato di conservazione rendono difficile valutare le minacce e il loro impatto.